# Kromatska aberacija
Kromatska aberacija nastaje jer optička leća ne može fokusirati svjetlost različitih boja u jednoj ravnini okomitoj na optičku os, zbog toga što indeks loma optičkoga sredstva leće ovisi o valnoj duljini svjetlosti. Žarišne daljine svjetlosti različitih boja su različite i slika predmeta može biti oštra samo u jednoj boji. Korekcija kromatske aberacije postiže se postavljanjem sabirnih i rastresnih leća različita indeksa loma jednih uz druge, na primjer apokromat, no nijedan akromatski par ne može ju potpuno ukloniti. Ne pojavljuje se kod sfernih zrcala.

## Akromatičnost
Akromatičnost (grč. ἀχρώματος: bezbojan) je neovisnost o boji. Odnosi se na optički sustav u kojem je kromatska aberacija ispravljena barem za dvije valne duljine. Na primjer akromatska leća obično je sastavljena od dviju leća, jedne od krunskog i jedne od kristalnog stakla.

### Objašnjenje
Gledamo li slike kroz običnu optičku leću vidjet ćemo da su one na krajevima obojene zbog disperzije svjetlosti. Ta se pojava zove kromatska aberacija. Leću možemo naime smatrati da je sastavljena od mnogo prizama s različitim lomnim kutovima, pa u njoj kod dvokratnog loma svjetlosti nastaje disperzija. Kako je indeks loma za ljubičaste zrake veći od indeksa loma za crvene, to je žarište za ljubičaste zrake bliže leći nego žarište za crvene zrake. Postavimo li dakle zastor u žarište za ljubičaste zrake, ono će biti opkoljeno crvenim rubom. Ako je zastor u žarištu za crvene zrake, ono će biti opkoljeno modroljubičastim rubom. 
Da bismo uklonili kromatsku aberaciju kod prizme, upotrebljavamo kombinaciju od dviju prizama. Ta se kombinacija sastoji od prizme krunskog stakla s lomnim kutom 2∙ρ i prizme kvarcnog stakla s lomnim kutom ρ, tako da su im lomni bridovi suprotno okrenuti. Prizma krunskog stakla ima dvaput veći lomni kut nego prizma kvarcnog stakla jer je disperzija u kvarcnom staklu dvaput veća od disperzije u krunskom staklu. Ovakvom kombinacijom prizama poništava se disperzija, pa je svjetlost koja prolazi kroz tu prizmu bijela, a otklon ostaje. Takva kombinacija prizama zove se akromatička prizma, a otklanjanje kromatske aberacije akromatizam. 
Na sličan je način građena i akromatička leća. Ona se sastoji od jedne sabirne leće krunskog stakla i jedne rastresne leće od kvarcnog stakla. Obje su leće slijepljene kanadskim balzamom. 
Leće koje su kromatički korigirane za tri boje, to jest kod kojih se tri boje sastaju u istom žarištu, zovu se apokromati. Zato se objektivi dalekozora i fotografskih aparata sastoje od dviju leća da budu akromatski.

## Optička aberacija
Optička aberacija (lat. aberratio: skretanje s puta) je pogreška optičkih leća (ili sustava leća) ili zakrivljenih zrcala koja skreće zrake svjetlosti s putanje prema žarištu i stvara nejasnu ili izobličenu sliku predmeta. Može nastati zbog nesavršenog oblika optičke površine, optičke hrapavosti, netočne centriranosti optičkih dijelova, nehomogenosti materijala od kojeg je napravljena leća, i tako dalje. Neke aberacije nastaju zbog prirode svjetlosti: čak i kod idealnih leća žarište ljubičaste boje bliže je leći nego žarište crvene boje zato što indeks loma ovisi o valnoj duljini svjetlosti. Kakvoća ili kvaliteta optičkih instrumenata ovisi o tome koliko su uspješno popravljene aberacije.
Sva svojstva optičkih leća, to jest sakupljanje zraka u jednoj točki, konstrukcija slike i tako dalje (geometrijska optika), vrijede samo za tanke leće i za zrake koje padaju na leću u blizini osi leće. Kod debljih leća i za zrake koje padaju na rub leće, to jest dalje od osi, nastaju pogreške kod stvaranja slike koje se očituju u tome da je slika bez oštrine.
Pojavljuje se šest vrsta aberacija: sferna aberacija, kromatska aberacija, astigmatizam i koma, koje se najčešće popravljaju (korigiraju) oblikovanjem, podešavanjem i kombiniranjem leća i zrcala, i zakrivljenost polja i distorzija, koje se popravljaju na slici.

## Optički teleskopi
Optički teleskopi se razlikuju prema načinu stvaranja slike. To su: refraktori, reflektori i katadiopteri. Refraktori koriste leću za skupljanje svjetlosti. Lomom svjetlosti (refrakcijom) na površinama optičke leće slika dolazi u žarište. Suvremeni teleskopi mogu biti akromatski i apokromatski. Akromatski teleskop ima konstrukciju leće od barem dva elementa kako bi se smanjila kromatska aberacija. Apokromatski teleskop ima leću od posebnih vrsta stakla s malim indeksom loma kako bi sve valne duljine vidljivog dijela svjetlosti na istom mjestu bile u žarištu te se potpuno uklonila kromatska aberacija.

## Korektivne optičke leće
Za smanjivanje kromatske aberacije treba pokušati koristiti najmanje veličine okomitih površina optičke leće koje su udobne. Općenito, kromatske aberacije su vidljive kako se zjenica pomiče okomito ispod optičkog centra leće (na primjer čitanje ili gledanje dok se stoji ili hoda). Treba imati na umu da će manja okomita veličina leće rezultirati većim okomitim pomicanjem glave osobito u obavljanju radnje koje uključuju kratke i srednje udaljenosti gledanja, što bi moglo dovesti do povećanja naprezanja vrata, posebice u zanimanjima koja uključuju široka okomita područja gledanja. 